# Клюкі (Західнопоморське воєводство)
Клюкі (пол. Kluki, нім. Klücken) — село в Польщі, у гміні Пшелевиці Пижицького повіту Західнопоморського воєводства.
Населення — 135 осіб (2011).
У 1975-1998 роках село належало до Щецинського воєводства.

## Демографія
Демографічна структура станом на 31 березня 2011 року:
|          | Загалом | Допрацездатний вік | Працездатний вік | Постпрацездатний вік |
| -------- | ------- | ------------------ | ---------------- | -------------------- |
| Чоловіки | 65      | 10                 | 49               | 6                    |
| Жінки    | 70      | 13                 | 40               | 17                   |
| Разом    | 135     | 23                 | 89               | 23                   |